# Las Fallas
Las Fallas ([ˈfaʎas], valencijsky Falles [ˈfaʎes]) je španělský svátek, který se slaví v rozmezí od 15. do 19. března na počest svatého Josefa (san José) ve Valencii. Název tohoto svátku je odvozen od slova falla, které ve španělštině znamená „figura“. Na tento svátek jsou totiž vyráběny figury ze dřeva, kartonu a sádry a dosahují obřích rozměrů, jejich velikost může být 5–30 metrů. Umělci se účastní těchto oslav se svými návrhy figur. Komise poté vybírá nejhezčí figuru a v noci 19. března se všechny figury kromě té vítězné zapálí.
Las fallas se poprvé objevují v roce 1876 a jejich původ je spojený se společenstvím truhlářů. Ti v předvečer všech svatých zapálili hobliny a staré věci, když uklízeli svoje dílny, než začne jaro. Tento původ není historicky doložen a jedná se o pověst tradovanou lidmi.

## Jiný výklad
Cruilles tuto pověst trochu pozměnil. Jiní autoři nepopírají spojitost tohoto svátku s truhláři, avšak snaží se nalézt vzdálenější původ tohoto svátku. Mezi tyto autory patří např. Celebrían Mezquita, Gayano Lluch, Amades a Sanchis Guarner, kteří zmiňují původ svátku v pohanských rituálech, které vítají jaro. Třetí skupina autorů (Tramoyeres, Puig Torralba, Navarro Cabanes) zmiňuje, že Las fallas jsou spojeny s oslavami karnevalů.
Město Valencia poprvé udělilo ocenění za nejlepší vyrobené sochy v 19. století. Jedná se zde o spojení vlády a národa, které se vyvinulo až do dnešního známého svátku. Při dnešních oslavách tohoto svátku se Valencie zcela mění. Město se obléká do barev květin a vnímá se atmosféra jara. Vstupuje milión návštěvníků, kteří přicházejí v doprovodu hudby a kteří procházejí kolem velkolepých soch.